# 7174 Semois
7174 Semois eller 1988 SQ är en asteroid i huvudbältet som upptäcktes den 18 september 1988 av den belgiske astronomen Henri Debehogne vid La Silla-observatoriet. Den är uppkallad efter den belgiska floden Semoy.
Asteroiden har en diameter på ungefär 25 kilometer och den tillhör asteroidgruppen Hilda.